# Сверчков переулок
Сверчко́в переу́лок (до 1922 года — Ма́лый Успе́нский переу́лок) — переулок в Басманном районе Центрального административного округа города Москвы. Проходит между Армянским переулком и Потаповским переулком, нумерация домов — от Армянского переулка. К Сверчкову переулку примыкает с нечётной стороны Архангельский переулок, c чётной — Девяткин переулок.

## Происхождение названия
Получил современное название 7 июня 1922 года по фамилии купца Ивана Сверчкова, на средства которого в 1695 году был выстроен Храм Успения на Покровке (уничтожен). Ранее назывался Малый Успенский переулок по тому же храму.

## Примечательные здания и сооружения
По нечётной стороне:
- № 1/9 — Дом Константинова («Дом печатника») (1874, арх. А. Е. Вебер)[2]
- № 3 — дом известен тем, что в 1862 году его купил предприниматель и меценат К. Т. Солдатёнков для своей гражданской жены, француженки Клемансо Дебуи. Сделка помогла зачислить Дебуи в реестр московского купечества.
- № 5 — дом предпринимателя-кондитера А. И. Абрикосова

По чётной стороне:
- № 2/11 — городская усадьба Тютчевых, принадлежавшая с 1810 года матери поэта Ф. И. Тютчева. Построена в конце XVIII века для князей Гагариных на фундаментах палат допетровского времени, предположительно при участии М. Ф. Казакова. В этом доме был арестован декабрист И. Д. Якушкин. С 1831 года здание принадлежало Попечительству о бедных духовного звания, которое разместило в нём Горихвостовскую богадельню. По одной из версий, этот дом фигурирует в «12 стульях» Ильфа и Петрова как 2-й Дом Старсобеса.
- № 4/1 — жилой дом Лаврентьева начала XIX века[1]. Дом неоднократно менял владельцев: И. И. Татищев, М. М. Казаков, И. В. Лаврентьев и др. Современный облик углового дома сложился в середине XIX века. В 1941 году повреждён авиабомбой, восстановлен в 1960-е годы. Отреставрирован в 1970—1980-х гг.
- № 6 — жилой дом XVII—XIX веков (известен с 1774), также побывавший во владении Казаковых, Татищевых и Абрикосовых.
- № 8/14 — Палаты Сверчковых, XVII век на основе (подклете) начала XVI века. В 1770-х годах — ремесленная школа Каменного приказа под управлением арх. Никола Леграна. В 1813—1836 годах — «Комиссия для строения в городе Москве», руководившая восстановлением города после пожара. С 1867 — владение Абрикосовых. Под палатами — белокаменные сводчатые подвалы[3]
- № 10, строения 1, 1А — Главный дом усадьбы — доходный дом (кон. XVIII в., 1870-е, 1895, архитектор И. Д. Боголепов; 1903, архитектор М. М. Черкасов)[4]. Здесь жил биолог Г. В. Эпштейн[5].
- № 10, строение 1Б — Доходный дом (1906, архитектор В. К. Филиппов)[4]
- № 12/8 — городская усадьба Головкиных XVIII—XIX веков (1877, арх. В. Г. Залесский; дворовый корпус — 1904, арх. Ф. Ф. Воскресенский)